# Tommy Cash
Tommy Cash (anglès: Tomas Tammemets)  (Tallinn, 18 de novembre de 1991), conegut professionalment com Tommy Cash (estilitzat com a TOMM¥ €A$H ), és un raper, cantant, ballarí i artista visual estonià. Acostuma a fer les seves actuacions en anglès amb un accent no nadiu, i és conegut pels temes sexualment explícits i els vídeos musicals provocadors.

## Infància i educació
Tomas Tammemets va néixer i es va criar a Estònia, a Kopli, un subdistricte de Tallinn, la capital.
A les entrevistes, ha esmentat la seva ascendència immigrant mixta "ucraïnès - kazakh - rus - estonià". Ha descrit amb detall les arrels mixtes dels seus avis: estonià, ucraïnès, rus i kazakh. Estudià a l'escola d'Estònia i parla l'estonià com una de les seves llengües maternes. En una de les seves primeres entrevistes, va dir que "molts no saben que puc parlar rus" degut a que els seus pares es parlaven en rus a casa, i ell ve del gueto de Kopli".
A la infància, ha explicat haver fugit de la policia molts cops, i després (els seus pares) haver de pagar una multa per pintar grafitis. Ha dit que el seu consum de drogues el va portar a ser "expulsat" de l'escola. No es va graduar mai de batxillerat, i més tard es va dedicar a la pintura i la dansa.

## Carrera musical
El 2012, va publicar les seves primeres cançons a SoundCloud com "Dusk", "Oldkool" i "Toxic". Va usar el pseudònim TOMM¥ €A$H i la seva primera actuació en directe va tenir lloc al Cafe Peterson de Tallinn, el 7 de desembre de 2012.
El 2013, va llançar les bandes sonores "Deep Purp" i "Oldkool" (que es van utilitzar en anuncis de vídeo mostrats a l' ERKI Fashion Show) i TOMM¥ €A$H va actuar al festival Patarei Kultuuritolm de Tallinn.
El 6 de novembre de 2024, Tommy Cash va ser anunciat com un dels participants a l'Eesti Laul, la selecció d'Estònia per al Festival d'Eurovisió 2025, amb la cançó "Espresso Macchiato". La cançó es va publicar el 7 de desembre de 2024.
"Espresso Macchiato" va guanyar l'Eesti Laul i així es va convertir en el candidat estonià al concurs d'Eurovisió a Basilea. La seva participació a Eurovisió ha suscitat polèmica, ambdues amb "Espresso Macchiato", ja que va rebre la reacció de mitjans de comunicació i polítics italians per estereotipar el poble i la cultura italians, així com el fet d'actuar a Rússia i col·laborar amb artistes russos.

## Discografia

### Àlbums
- Euroz Dollaz Yeniz (2014), Independent
- ¥€$ (2018), Independent

### EPs
- C.R.E.A.M. (2014), Music Kickup
- Moneysutra (2021), Independent
- High Fashion (2024), Independent

### Senzills
- 2013 – Oldkool
- 2014 – Euroz Dollaz Yeniz'x
- 2015 – Leave Me Alone
- 2015 – ProRapSuperstar
- 2016 – Winaloto
- 2016 – Escalade
- 2016 – Orange Soda
- 2017 – Surf
- 2017 – Rawr
- 2018 – Cry
- 2018 – Pussy Money Weed
- 2018 – Little Molly
- 2018 – X-Ray
- 2019 – Sdubid
- 2021 – Zuccenberg (feat. Suicideboys i Diplo)
- 2021 – Benz-Dealer (amb Quebonafide)
- 2022 – Baby Shock (amb OhGeesy i Imanbek feat. Lost Capital)
- 2024 – Tango (amb bbno$)
- 2024 – Cash Ready (amb Mata i Jeleel!)
- 2024 – Ass & Titties (amb Salvatore Ganacci)
- 2024 – Untz Untz
- 2024 – Espresso macchiato